# 义州飞行场
义州飞行场是位于朝鲜平安北道义州郡的一个机场。

## 设施
该机场的跑道方向为05/23，长2493米，宽50米。它位于中华人民共和国丹东市东北几英里处的鸭绿江平原及新义州机场东北方向数英里处。它有一条全长的平行滑行道，以及几条连接分散在机场周边的机坪的滑行道。

## 租户
该机场是朝鲜人民军空军第24轰炸机团的所在地，迄2010年，该团至少在这座机场部署了32架伊爾-28轟炸機（或称哈尔滨B-5）。
2021年，该机场改建为货物消毒处，用于处理通过铁路运输到朝鲜的中国大陆货物。